# پورتس اینترنشنال

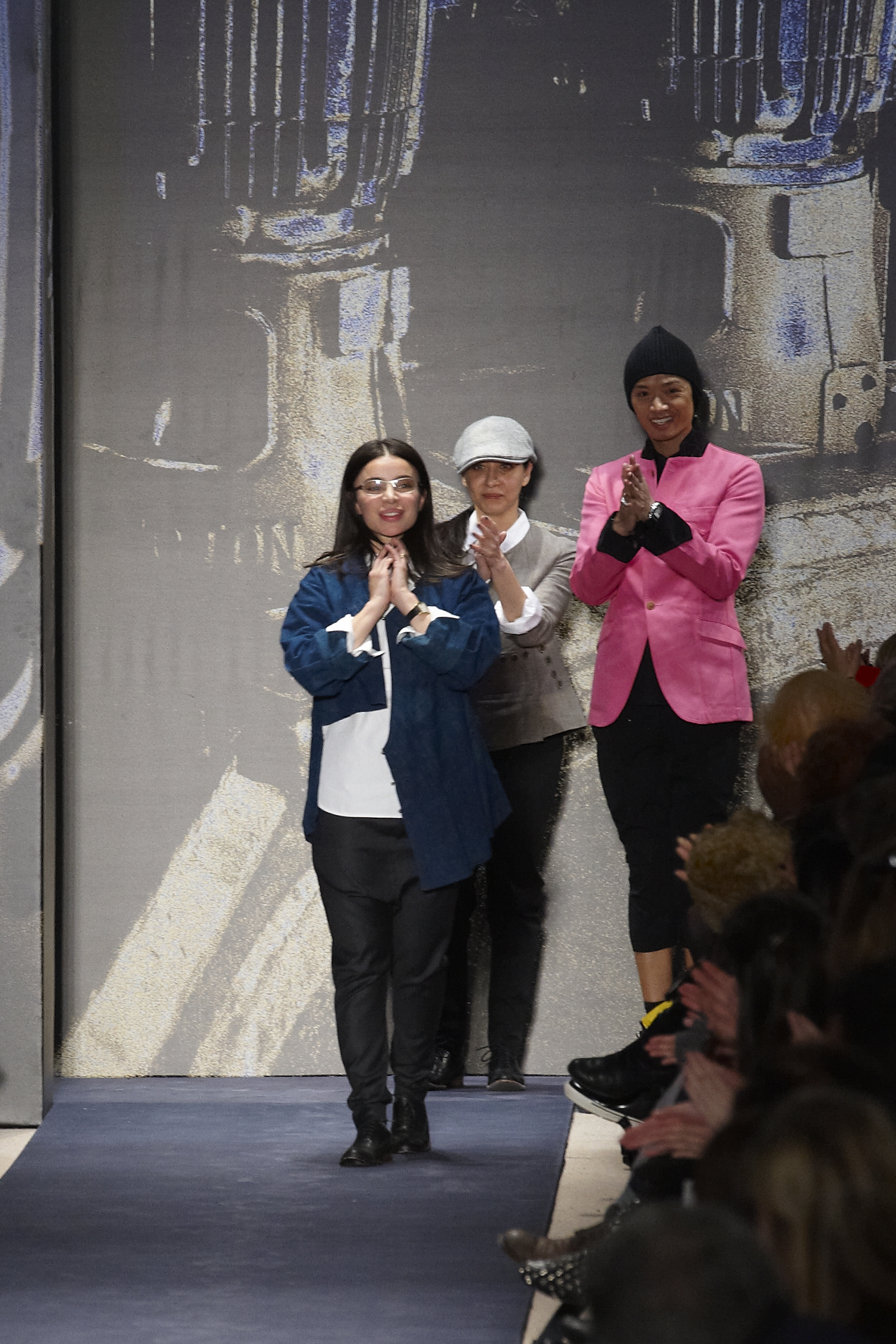
کت واک پورتس اینترنشنال

پورتس اینترنشنال (انگلیسی: Ports International) شرکت کالای لوکس کانادایی است، که در سال ۱۹۶۱ تأسیس شد.